# Orlando Ortega
Orlando Ortega Alejo (Artemisa, 29 juli 1991) is een in Cuba geboren Spaans atleet, die is gespecialiseerd in het hordelopen. Hij nam tweemaal deel aan de Olympische Spelen, in 2012 voor Cuba en in 2016 voor Spanje. Bij de laatste gelegenheid won hij zilver.

## Carrière

### Jeugd en eerste successen voor Cuba
Ortega is afkomstig uit een sportieve familie. Zijn grootvader speelde ooit in het nationale voetbalelftal en zijn grootmoeder, beiden van vaderskant, maakte deel uit van het Cubaanse viertal dat op de Pan-Amerikaanse Spelen van 1967 op de 4 x 100 m estafette goud won. Toen hij zelf met atletiek begon, werd hij dan ook aanvankelijk door zijn grootmoeder, Cristina Hechavarria, getraind. Nadien werd Santiago Antúnez zijn trainer.
Ortega kwam tot september 2013 bij internationale wedstrijden uit voor Cuba, zoals de wereldkampioenschappen voor junioren in 2010 en de Pan-Amerikaanse Spelen in 2011, waar hij een bronzen medaille won. Op de Olympische Spelen van 2012 werd hij op de 110 m horden in de finale zesde.

### Spaans staatsburger
Na de wereldkampioenschappen van 2013 in Moskou besloot Ortega naar Spanje uit te wijken en voortaan als Spaans staatsburger aan wedstrijden deel te nemen. Volgens de regels van de IAAF hield dit in, dat hij gedurende een periode van drie jaar niet aan internationale wedstrijden zou mogen deelnemen. Dat weerhield Ortega er niet van om in wedstrijden uit te komen. Al doende won hij in 2015, nog steeds als Cubaan, tijdens de Meeting de Paris, een IAAF Diamond League-wedstrijd, de 110 m horden in 12,94 s, zijn PR-prestatie.  

### Zilver op Olympische Spelen
Door de wissel van Cuba naar Spanje leek Ortega de Olympische Spelen van 2016 in Rio de Janeiro te moeten missen, omdat hij nog geen drie jaar inwoner van Spanje was. Uiteindelijk mocht hij op die Spelen toch voor Spanje uitkomen en dat leverde hem op de 110 m horden de zilveren medaille op, achter de Jamaicaan Omar McLeod. Als kers op de taart werd hij dat jaar ook klassementswinnaar op de 110 m horden in de lucratieve Diamond League-serie.
Twee jaar later won Ortega een bronzen medaille op de horden bij de Europese kampioenschappen in Berlijn. En opnieuw ging hij er in de Diamond League van dat jaar op de 110 m horden met de eindoverwinning vandoor.
In 2019 werd hem eveneens de bronzen medaille op de WK in de Qatarese hoofdstad Doha toebedeeld, na een succesvol beroep van de Spaanse delegatie. Ortega lag namelijk op de tweede plaats in de finale, toen zijn tegenstander McLeod struikelde en hem daarbij hinderde, waardoor hij uiteindelijk slechts als vijfde over de streep kwam. Hieraan voorafgaand had hij zich in Brussel tijdens de Memorial Van Damme in zijn discipline al verzekerd van zijn derde eindoverwinning in de Diamond League-serie.
In 2020 werd Ortega zowel Spaans indoorkampioen op de 60 m vlak als op de 60 m horden. Hij is hiermee de eerste atleet bij de mannen die dit presteerde. 

## Titels
- Spaans kampioene 110 m horden - 2016, 2017, 2018, 2019
- Spaans indoorkampioen 60 m - 2020
- Spaans indoorkampioen 60 m horden - 2017, 2019, 2020

## Persoonlijke records
Outdoor
| Onderdeel    | prestatie          | Jaar             | Plaats      |
| ------------ | ------------------ | ---------------- | ----------- |
| 100 m        | 10,62 s (+0,2 m/s) | 5 maart 2011     | Camagüey    |
| 200 m        | 21,08 s (+2,0 m/s) | 14 april 2018    | Ontinyent   |
| 400 m        | 47,84 s            | 13 februari 2009 | Havana      |
| 110 m horden | 12,94 s (+0,5 m/s) | 4 juli 2015      | Saint-Denis |
| 400 m horden | 52,00 s            | 20 juni 2008     | Havana      |

Indoor
| Onderdeel   | prestatie | Jaar             | Plaats  |
| ----------- | --------- | ---------------- | ------- |
| 60 m        | 6,65 s    | 1 maart 2020     | Ourense |
| 60 m horden | 7,45 s    | 17 februari 2015 | Łódź    |

## Palmares

### 60 m
- 2020:  Spaanse indoorkamp. - 6,65 s

### 60 m horden
- 2017:  Spaanse indoorkamp. - 7,61 s
- 2017: 7e EK indoor - 7,64 s
- 2019:  Spaanse indoorkamp. - 7,58 s
- 2019: 4e EK indoor - 7,64 s
- 2020:  Spaanse indoorkamp. - 7,56 s

### 110 m horden
- 2011:  Pan-Amerikaanse Spelen - 13,30 s (+1,8 m/s)
- 2012: 6e OS - 13,43 s (-0,3 m/s)
- 2016:  Spaanse kamp. - 13,09 s (+1,0 m/s)
- 2016:  OS - 13,17 s (+0,2 m/s)
- 2017:  Spaanse kamp. - 13,52 s (-0,2 m/s)
- 2017: 7e WK - 13,37 s (0,0 m/s)
- 2018:  Spaanse kamp. - 13,32 s (0,0 m/s)
- 2018:  EK - 13,34 s (0,0 m/s)
- 2019:  Spaanse kamp. - 13,33 s (-0,1 m/s)
- 2019:  WK - 13,30 s (+0,6 m/s)

Diamond League-podiumplekken
- 2015:  Shanghai Golden Grand Prix - 13,19 s (+0,4 m/s)
- 2015:  Aviva Grand Prix - 13,20 s (+1,5 m/s)
- 2015:  Meeting Areva - 12,94 s (+0,5 m/s)
- 2015:  DN Galan - 13,18 s (-0,3 m/s)
- 2015:   Diamond League - 12 p
- 2016:  Qatar Athletic Super Grand Prix - 13,12 s (+1,4 m/s)
- 2016:  Meeting International Mohammed VI d'Athlétisme de Rabat - 13,13 s (+1,4 m/s)
- 2016:  Golden Gala - 13,22 s (+0,6 m/s)
- 2016:  Herculis - 13,04 s (0,0 m/s)
- 2016:  Athletissima - 13,11 s (+0,5 m/s)
- 2016:  Memorial Van Damme - 13,08 s (+0,2 m/s)
- 2016:   Diamond League - 60 p
- 2017:  Shanghai Golden Grand Prix - 13,15 s (+0,5 m/s)
- 2017:  Golden Gala - 13,17 s (-0,3 m/s)
- 2017:  Stockholm Bauhaus Athletics - 13,09 s (+3,5 m/s)
- 2017:  Memorial Van Damme - 13,17 s (+0,5 m/s)
- 2017:   Diamond League - 26 p
- 2018:  Shanghai Golden Grand Prix - 13,17 s (+0,2 m/s)
- 2018:  Herculis - 13,18 s (-0,2 m/s)
- 2018:  Birmingham Diamond League - 13,08 s (+1,3 m/s)
- 2018:  Memorial Van Damme - 13,10 s (-0,1 m/s)
- 2018:   Diamond League - 30 p
- 2019:  Prefontaine Classic - 13,24 s (+0,3 m/s)
- 2019:  Athletissima - 13,05 s (+1,0 m/s)
- 2019:  Meeting de Paris - 13,14 s (+0,8 m/s)
- 2019:  Memorial Van Damme - 13,22 s (0,0 m/s)
- 2019:   Diamond League - 28 p